# Andrij Biletskyj
Andrij Jevhenijovytj Biletskyj, (ukrainska: Андрій Євгенійович Білецький) född 5 augusti 1979 i Charkov, Ukrainska SSR, Sovjetunionen (nuvarande Ukraina), är en ukrainsk politiker. Han är ledare för nazistiska Socialnationalistiska församlingen och dess paramilitära gren Ukrainska patrioter, som båda ingår i den Högra sektorn. Han var även Azovbataljonens förste kommendör men ersattes i slutet av 2014. Han kallas den "vita ledaren".
Biletskyj har tidigare suttit i häktet i två år för misstänkt delaktighet i en skottlossning mot journalisten Sergej Kolesnyk mitt i Charkivs centrum 2011. Han blev tillsammans med 22 andra frigiven i samband med regeringen Jatsenjuks amnesti, efter händelserna på Självständighetstorget i Kiev 2014, då han av de nya makthavarna ansågs som politisk fånge.